# 猟兵中隊 (デンマーク軍)
猟兵中隊（りょうへいちゅうたい、デンマーク語: Jægerkorpset）はデンマーク陸軍における特殊部隊。本部はオールボー空軍基地に所在。1961年11月1日設立。

## 概要
対テロ戦や破壊工作などを行う部隊であり、空挺降下や水中潜入などの特殊技量を持つ。2005年時点の兵員数は136名。イギリス陸軍のSASやアメリカ陸軍特殊部隊とも協力関係にある。
要員の選抜に当たっては、精神・身体とも良好であることが求められる。また、軍曹以上の階級が必要となっている。選抜の第一段階は航法およびオリエンテーリング技術にあり、ここで良好な成績を修めてから次の段階に進むことができる。その後、8週間の訓練が続き、ここでも良好な成績を修めたならば、部隊員の仮資格が与えられる。さらに、10日間の海軍フロッグマン部隊での水中訓練、10日間の空挺降下訓練、1年半の仮配属期間を経て本隊員となる。本採用率は1から2パーセント程度と狭いものである。